# Estação Los Dos Caminos
A Estação Los Dos Caminos é uma das estações do Metrô de Caracas, situada no município de Sucre, entre a Estação Miranda e a Estação Los Cortijos. Administrada pela C. A. Metro de Caracas, faz parte da Linha 1.
Foi inaugurada em 23 de abril de 1988. Localiza-se na Avenida Francisco de Miranda. Atende a paróquia de Leoncio Martínez.